# Beceda de Saut
Beceda de Saut (en francès Bessède-de-Sault) és un municipi francès situat al departament de l'Aude i a la regió d'Occitània.